# Maik Göpel

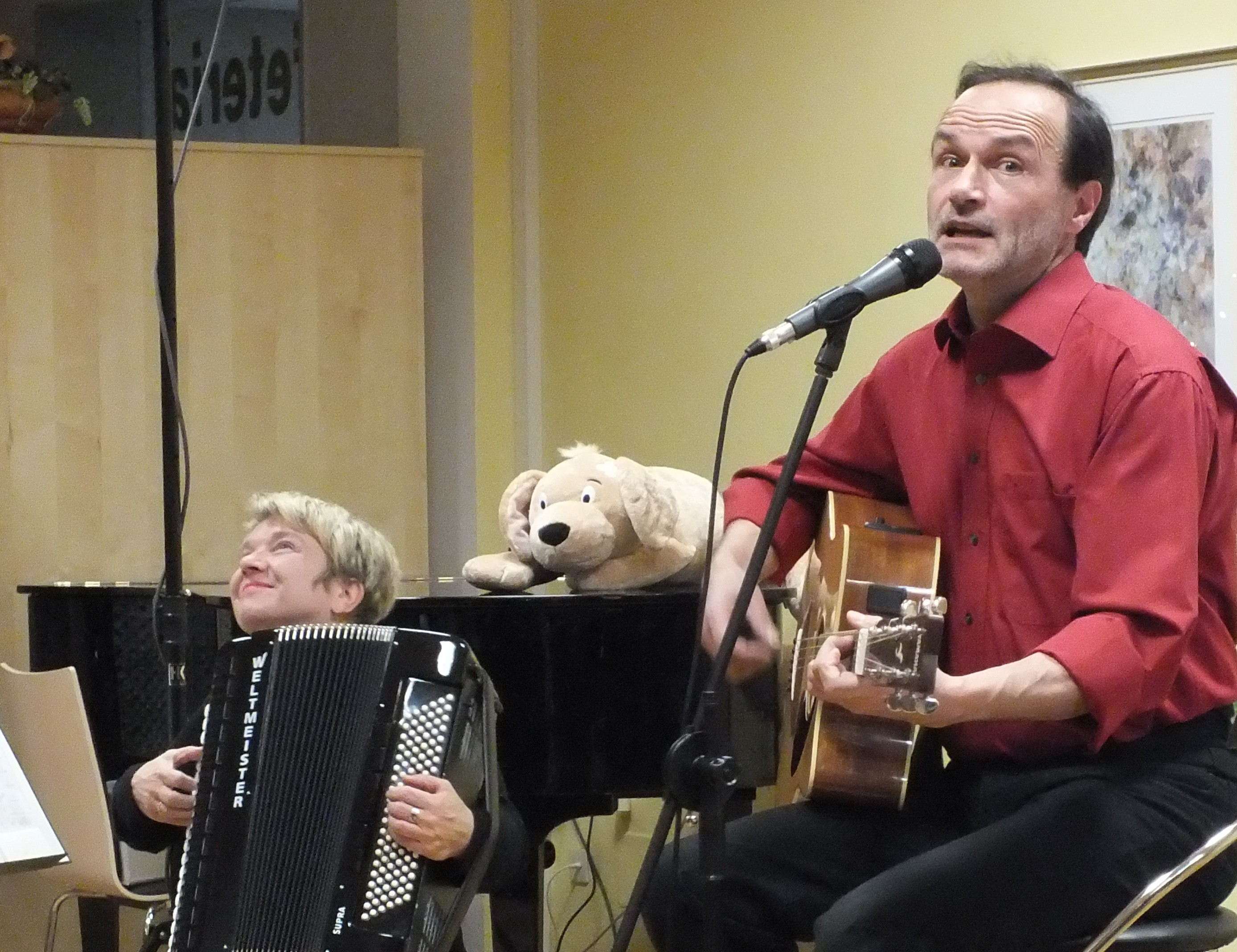
Lieder wie du und ich – 2015

Maik Göpel (* 30. Januar 1963 in Gotha) ist ein deutscher Musiker, Liedermacher, Darsteller und Autor.

## Leben
Maik Göpel spielte im Kindesalter zuerst als Schlagzeuger in verschiedenen Orchestern und Bands, als Jugendlicher dann an der Gitarre. Eine Gesangsausbildung bei Anna-Maria Bendfeldt in Erfurt brachte ihn zur Chanson-Bühne und Liedermacherszene. Er war musikalischer Begleiter von Autorenlesungen und erarbeitet eigene Liederabende.
Seit 2005 ist der gelernte Elektriker hauptberuflich als Musiker und Liedermacher unterwegs zu den Kleinkunstbühnen und zu den Kinderbühnen unseres Landes. Vielseitig musikalisch begleitet und bei der Erarbeitung der Lieder und Programme unterstützt wird er dabei von Silvia Göpel. Sieben CDs entstanden in dieser Zeit. Eine Tournee brachte ihn, mit Unterstützung des Auswärtigen Amtes und vom Goethe-Institut San Francisco, zu einem vierwöchigen Gastspiel entlang der Westküste der USA bis nach Mexiko. Heute lebt Maik Göpel als freiberuflicher Musiker und Autor in Friedrichroda.

## Diskografie

### Alben
- 2006: Lassen Sie sich auf mich ein!?
- 2007: Maiks Kinderlieder
- 2008: Lieder wie du und ich
- 2010: Maiks Kinderlieder 2
- 2013: Maiks Winterlieder
- 2016: Lebenserwartung
- 2017: Maiks Kinderlieder 3
- 2021: Meine Hände können reden: 16 Mitmachlieder und Bewegungslieder - die Kinderlieder aus dem gleichnamigen Notenheft (download album)
- Label: LC 15488 – Liedermaik

## Noten
Die Notensammlung Meine Hände können reden mit 16 Kinderliedern von Maik Göpel, mit Singstimme, Gitarrenbegleitung, Intros und vielen Mitmach- und Spielvorschlägen, entstand in Zusammenarbeit mit Edition Peters Leipzig und dem Verlag Pro Kita in Bonn. Zur Buchmesse in Leipzig 2016 wurde sie in zwei Veranstaltungen mit Silvia & Maik Göpel und Kindern vom MDR-Kinderchor erstmals vorgestellt.

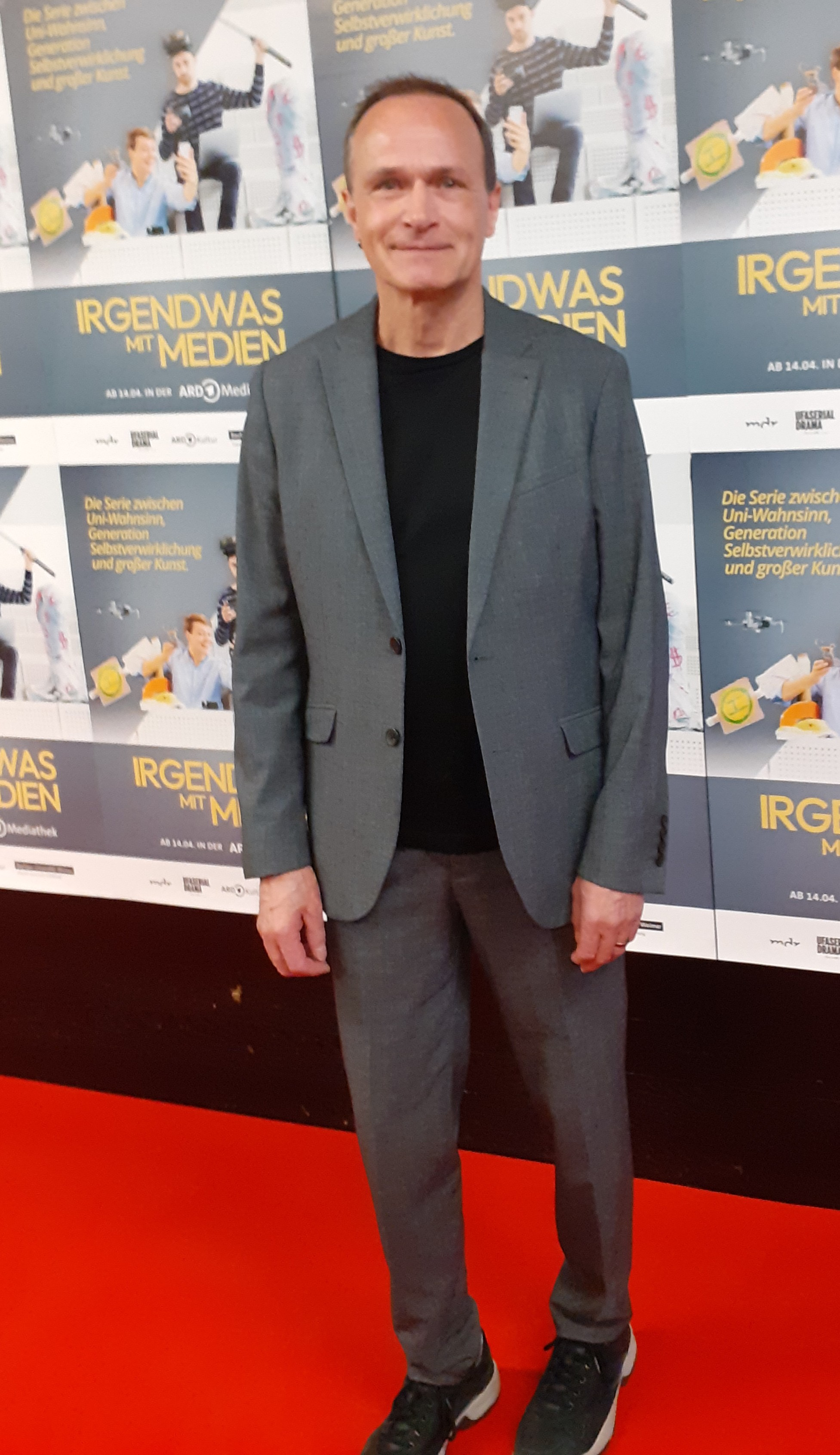
Maik Göpel - Weimar 2023

## Fernsehen (Auswahl)
- 2010: Der Gewaltfrieden, als Kapitän Ernst Vanselow
- 2016: Schloss Einstein, Folge 881, als Singendes Telegramm im Hotdogkostüm (singender Hotdog)
- 2022: Irgendwas mit Medien, Folge 7 - Captain Markways Schatz, als Frank
- 2023: Tod am Rennsteig – Auge um Auge, als Bernhard Ortberg (Richter Gnadenlos)